# ペネロピ (軽巡洋艦・2代)
| 1942年の「ペネロピ（HMS Penelope）」 | |
| 艦歴                                 | |
| 発注                                 | |
| 起工                                 | 1934年5月30日 |
| 進水                                 | 1935年10月15日 |
| 就役                                 | 1936年11月13日 |
| 退役                                 | |
| その後                               | 1944年2月18日に戦没 |
| 除籍                                 | 1945年 |
| 性能諸元                             | |
| 排水量                               | 基準 5,270 トン 満載 6,665 トン |
| 全長                                 | 154.22 m |
| 全幅                                 | 15.54 m |
| 吃水                                 | 4.3 m |
| 機関                                 | パーソンズ型ギアードタービン、 4軸推進、64,000 shp                                                                                      |
| 最大速                               | 32.25 ノット |
| 乗員                                 | 500 名 |
| 兵装                                 | 50口径15.2cm連装砲 3基 10.2cm連装高角砲 4基 4連装ポムポム砲 2基 20mm単装機関砲 6門 0.5インチ4連装機関銃 2基 21インチ3連装魚雷発射管 2基 |

ペネロピ (HMS Penelope, 97) はイギリス海軍のアリシューザ級軽巡洋艦。1944年2月18日にドイツ潜水艦「U410」よって撃沈された。

## 艦歴
「ペネロピ」は北アイルランド、ベルファストのハーランド・アンド・ウルフ社で建造された。1934年5月30日に起工。1935年10月15日に進水。1936年11月13日に竣工。1939年9月2日にマルタに到着し、第3巡洋艦戦隊所属で第二次世界大戦開戦を迎えた。

### 本国艦隊
「ペネロピ」は本国艦隊の第2巡洋艦戦隊に移され、1940年1月11日にポーツマスに着いた。2月3日、クライド川へ向けて出発。2月7日、ローサイスに到着し、第2巡洋艦戦隊と船団護衛任務に従事した。1940年4月、5月はノルウェー作戦に参加した。4月11日、ウェストフィヨルドに入ってきたドイツ商船を追跡中にFleinver沖で座礁、ボイラー室に浸水し、前部には穴があいたため、「ペネロピ」は駆逐艦「エスキモー」によって前進基地が作られていたSkjelフィヨルドへ曳航された。空襲にもかかわらず応急修理がおこなわれ、1ヵ月後には本国への曳航が可能となった。1940年5月16日、「ペネロピ」はグイーノックに着き、そこでさらに修理がおこなわれ、8月19日に完全な修理をおこなうためタインへ向かった。
修理完了後、1941年8月17日にスカパ・フローで「ペネロピ」は第2巡洋艦戦隊に復帰した。9月9日、「ペネロピ」は戦艦「デューク・オブ・ヨーク」を護衛してグリーノックを離れ、ローサイスへ向かった。9月後半は敵船阻止のためアイスランド、フェロー諸島間の哨戒していた。1941年10月6日、「ペネロピ」は戦艦「キング・ジョージ5世」と空母「ヴィクトリアス」を護衛してアイスランドのハヴァルフィヨルドを出撃し、ノルウェーのグロムフィヨルドとウェストフィヨルドの奥の間の敵船舶への攻撃にむかった。この作戦、E.J.作戦は成功し、1941年10月10日に部隊はスカパ・フローへ帰還した。

### K部隊
10月12日、「ペネロピ」は軽巡洋艦「オーロラ」とともにスカパ・フローを出港し、途中ジブラルタルで駆逐艦「ランス」、「ライヴリー」と合流して10月21日にマルタに到着した。この4隻はK部隊としてをマルタを拠点に敵船団攻撃を行った。10月25日にK部隊は、北アフリカへの兵員輸送中であったイタリア駆逐艦攻撃に出撃したが、それを発見することはできなかった。
11月8日、K部隊は今度は敵船団の攻撃に出撃した。その船団は7隻の船からなるベータ船団で6隻の駆逐艦によって護衛されていた。K部隊は11月9日にこの船団を攻撃し、船団の船すべてと護衛の駆逐艦「フルミーネ」を沈めた（デュースブルク船団の戦い）。11月23日夜、K部隊は再び敵船団の攻撃に出撃した。このときイタリアは複数の船舶を単独または2隻の船団で送り出しており、K部隊はその中でも重要な船団を攻撃するよう指示されていた。それは2隻のドイツ船「Maritza」と「Procida」からなっており、イタリア水雷艇「ルポ」と「カシオペア」によって護衛されていた。K部隊は24日に目標の船団を捕捉し、護衛の水雷艇を追い払った後船団の船を2隻とも沈めた。戦闘後、K部隊は25日朝にマルタに戻った。11月29日にはB部隊（軽巡洋艦「エイジャックス」、「ネプチューン」、駆逐艦「キンバリー」、「キングストン」）がアレクサンドリアからマルタに到着した。11月30日、4隻の巡洋艦と「ランス」を除く3隻の駆逐艦は敵船団の攻撃に出撃した。偵察機から駆逐艦に護衛された船の情報が入ると、部隊を率いるローリングス少将はK部隊（ペネロピ、オーロラ、ライヴリー）をそこへ向かわせた。12月1日未明、K部隊はイタリアの武装商戦「アドリアティコ (Adriatico)」を発見。「アドリアティコ」は「オーロラ」と「ライヴリー」によって沈められた。マルタへ戻る途中でK部隊は駆逐艦に護衛されたタンカーの情報を受け取り、その攻撃に向かった。そして、イタリア駆逐艦「アルヴィセ・ダ・モスト」とすでに航空攻撃で大損害を受けていたタンカー「Mantovani」を沈めた。
12月13日からイタリアは補給物資を積んだ船団を北アフリカへ送るM41作戦を開始した。それを攻撃しようと、12月13日にアレクサンドリアから艦隊が出撃し、マルタのB部隊とK部隊も14日から15日の夜に出撃するよう命令が下った。だが、敵が引き返したため出撃は取りやめとなった。12月15日に補給物資を積んだ「ブレコンシャー」がアレクサンドリアからマルタへ向け出発し、護衛のための艦隊も出撃した。マルタからもK部隊などが出撃した。アレクサンドリアからの部隊とK部隊は12月17日に合流した。このときイタリアも中止されたM41作戦にかわるM42作戦を実行中であり、船団護衛のため出撃中であったイタリア艦隊とイギリス艦隊との間で第1次シルテ湾海戦が発生した。海戦後、K部隊は「ブレコンシャー」を護衛して12月18日にマルタに戻ったが、北アフリカへ向かったイタリア船団のうちトリポリへ向かった3隻は掃海作業が終わるまで港外で待機していたため、これを攻撃するためその日のうちに「ペネロピ」は軽巡洋艦「オーロラ」、「ネプチューン」、駆逐艦「カンダハー」、「ランス」、「ライヴリー」、「ハヴォック」ともにマルタから出撃した。12月19日3時にトリポリ沖に到着したが、そこで「オーロラ」、「ネプチューン」、「ペネロピ」、「カンダハー」が触雷し、「ネプチューン」と「カンダハー」は沈没した。
「ペネロピ」の損害は大きくはなく、マルタに戻って修理を受け1942年1月はじめには戦列に復帰した。1月5日、「ペネロピ」はK部隊とマルタを離れ特務船「グレンガイル」を護衛してアレクサンドリアへ向かい（ME9作戦）、27日に補給艦「ブレコンシャー」を護衛して帰投した。
1942年2月13日、「ペネロピ」は6隻の駆逐艦と共に、「ブレコンシャー」など4隻の船からなるME10船団を護衛してマルタを出港した（ME5作戦）。2月14日にアレクサンドリアから来た部隊に船団を引き渡し、代わりにマルタへ向かうMW9船団の護衛を引き継いだ。しかし、この時までにMW9船団は3隻中2隻が損傷または沈没し1隻となってしまっていた。さらにその1隻も空襲で失われた。2月15日、駆逐艦「ランス」、「リージョン」と共にマルタに帰還した。3月23日、さらなるマルタ島への補給船団、MG1作戦のためマルタを出撃した。この船団は水上と空からの激しい敵の攻撃を受け、被弾した「ブレコンシャー」はペネロピによって曳航され、マルサシロク港に無事到着した。
3月26日にマルタが空襲を受けた時に「ペネロピ」は至近弾で損傷してドック入りした。4月8日、ジブラルタルに向け出港、9日には繰り返し空襲を受けた。4月10日、ジブラルタルに到着したが至近弾によりさらに被害が生じていた。
損傷は広範囲にわたっており、ジブラルタルでの応急修理後本国での3から4ヶ月の修理が必要であった。「ペネロピ」は修理のためアメリカ合衆国に送られることになり、1942年5月10日にジブラルタルを出発。バミューダ諸島経由でニューヨークの海軍工廠に19日に到着した。9月まで修理がおこなわれ、9月15日にヴァージニア州ノーフォークに到着し、バミューダ諸島経由でイギリスのポーツマスに1942年10月1日に戻った。

### 西地中海
「ペネロピ」は12月2日にスカパ・フローに到着し、1943年1月の中頃まで本国海域にいた。17日、「ペネロピ」はクライド川を発ち、ジブラルタルへ向かった。ジブラルタルには22日に到着した。「ペネロピ」は第12巡洋艦戦隊所属で北アフリカ上陸作戦（トーチ作戦）に続く作戦中西地中海艦隊と行動した。
1943年6月1日、「ペネロピ」と駆逐艦「パラディン」、「ペタード」はイタリア領パンテレリア島を砲撃した。「ペネロピ」は敵の反撃で被弾したが被害は軽微であった。1943年6月8日、「ペネロピ」は軽巡洋艦「ニューファンドランド」などとさらに激しい攻撃をパンテレリア島に加えた。降伏の要求は拒絶され、6月10日に同じ部隊はパンテレリア島上陸作戦、コークスクリュー作戦支援のためマルタを出撃した。6月11日、島は降伏した。6月11日と12日には「ペネロピ」はランペドゥーサ島攻撃にも参加した。ランペドゥーサ島は6月12日に陥落した。
1943年7月10日、軽巡洋艦「オーロラ」、2隻の駆逐艦と「ペネロピ」はシチリア島上陸作戦、ハスキー作戦でカターニアへの陽動攻撃をおこなった。その後タオルミーナへ移動し鉄道の駅を砲撃した。その後も8月までシチリア島での戦いの間、砲撃や掃討をおこなった。

### Q部隊
1943年9月9日、「ペネロピ」はイタリアのサレルノ上陸作戦、アヴァランチ作戦のためQ部隊の一員となり作戦に参加した。「ペネロピ」は9月26日に軽巡洋艦「オーロラ」とサレルノの戦闘地域を離れていた。10月はじめドデカネス諸島のコス島攻撃の可能性を考えてレバントに移された。10月7日、軽巡洋艦「シリアス」などと上陸用舟艇6隻、給兵艦1隻、武装トロール船1隻をStampalia沖で沈めた。しかし、爆撃により損傷したためアレクサンドリアへ戻った。
1943年11月19日、「ペネロピ」はハイファへ移動した。12月終わりごろ「ペネロピ」はストーンウォール作戦のためジブラルタルへの移動を命じられた。この作戦は連合軍の封鎖を突破してフランスへ向かう、物資を積んだドイツ船の阻止である。12月27日作戦部隊はドイツ船「アルステルフェル」を沈めた。12月30日、「ペネロピ」はジブラルタルへ戻った。
1944年1月22日、イタリアのアンツィオ上陸作戦であるシングル作戦に参加。
1944年2月18日、アンツィオからナポリへ向かう途中、北緯40度55分東経13度25分でドイツ潜水艦「U410の攻撃を受けた。魚雷は1本目が後部の機関室に、2本目がボイラー室に命中して「ペネロピ」は撃沈された。艦長を含め415名が戦死し、生存者は206名だった。

## その他
1943年に刊行されたセシル・スコット・フォレスターの海洋冒険小説『巡洋艦アルテミス』（en:The Ship (novel)）の冒頭では、「英国海軍軍艦＜ペネローペ号＞乗組みの全将兵各位に、深甚なる敬意を表して、本書を捧ぐ」と述べられている。これは、同作がMG1作戦におけるペネロピの戦いをモデルにした物であるためであり、日本版（パシフィカ社、1979年）の表紙に描かれた軽巡洋艦「アルテミス」の姿も、ペネロピと同じアリシューザ級軽巡洋艦の物となっている。